# 重要人物
重要人物（英語：Very Important Person，VIP），亦稱為要員、要客或貴賓，日韓譯作要人，是一個組織、派對、社團、國家等對訪客的一種分類。招待貴賓會特別優待，保安及給予的自由度也有分別。例如機場的貴賓可以經特別通道出入，不必排隊，有專車接送到酒店，特設貴賓房服務，可首選提升座位級數至头等舱等。重要人物的地位，可能源於東道主指定。

## 成员
可能經過申請而獲得，例如會所的貴賓會籍。也有可能是東道主特別給予，原因是主人家考慮到當事人的特高消費能力，又或者在社會上有特殊地位，例如政治人物、王族、將領、權貴、宗教領袖、富翁、企業家、高階主管、黑社會頭目、知名人士、專業人士、明星等。

## 地位
在场合上易受瞩目的人未必受到保护，而貴賓則必然，否則此謂東道主的責任過失。

## 身份象征
在商業市場消費者心理中，重要人物表示地位高人一等，因此某些人希望成为重要人物，例如要进入一些高消费的场所，就要有VIP证明。不少商人因此設計了重要人物卡以進行市场细分，賺取更多毛利。
在各地区的各行各业中，“VIP”所需的标准和所享权益有着很大差别，并无具体定义。在有些低门槛场所中，“VIP”只是一种普通的会员资格，用以满足顾客心理和彰显品牌价值。
对于比“VIP”更加重要的客户，有时会使用VVIP（Very Very Important Person）等名词。

## 行为
重要人物與上流社會成員有異，後者在社会上控制着多数的资源並且支配著一切，他們掌管及定下規矩。而重要人物身份不必管理什麼，衹是享樂及接收禮遇服務的一群。

## 社團的例子
- 政府
- 酒店
- 俱乐部
- 网站
- 论坛
- 机场
- 会议